# Record d'Europe de natation dames du 100 mètres dos

## Bassin de 50 mètres
| Temps                                                                                              | Athlète              | Naissance | Âge | Nationalité        | Compétition                           | Lieu                          | Date               |
| -------------------------------------------------------------------------------------------------- | -------------------- | --------- | --- | ------------------ | ------------------------------------- | ----------------------------- | ------------------ |
| 1 min 36 s 7                                                                                       | Doris Hart           |           |     | Royaume-Uni        |                                       | Gothembourg                   | 6 juillet 1923     |
| 1 min 35 s 0                                                                                       | Jarmila Müllerová    |           |     | Tchécoslovaquie    |                                       | Prague                        | 29 juillet 1923    |
| 1 min 22 s 0                                                                                       | Willy Van den Turk   |           |     | Pays-Bas           |                                       | Rotterdam                     | 10 juillet 1927    |
| 1 min 21 s 6                                                                                       | Marie Braun          |           |     | Pays-Bas           |                                       | Amsterdam                     | 11 août 1928       |
| 1 min 21 s 4                                                                                       | Marie Braun          | 1911      | 18  | Pays-Bas           |                                       | Bruxelles                     | 20 avril 1929      |
| 1 min 21 s 0                                                                                       | Marie Braun          | 1911      | 18  | Pays-Bas           |                                       | La Haye                       | 27 novembre 1929   |
| 1 min 18 s 6                                                                                       | Phyllis Harding      |           |     | Pays-Bas           |                                       | Wallasey                      | 30 mai 1932        |
| 1 min 16 s 8                                                                                       | Rie Mastenbroek      | 1919      | 15  | Pays-Bas           |                                       | Dusseldorf                    | 25 novembre 1934   |
| 1 min 15 s 8                                                                                       | Rie Mastenbroek      | 1919      | 17  | Pays-Bas           |                                       | Amsterdam                     | 27 février 1936    |
| 1 min 15 s 7                                                                                       | Dina Senff           | 1920      | 16  | Pays-Bas           |                                       | Copenhague                    | 8 septembre 1936   |
| 1 min 15 s 4                                                                                       | Dina Senff           | 1920      | 16  | Pays-Bas           |                                       | Copenhague                    | 10 septembre 1936  |
| 1 min 13 s 6                                                                                       | Dina Senff           | 1920      | 16  | Pays-Bas           |                                       | Dusseldorf                    | 25 octobre 1936    |
| 1 min 13 s 5                                                                                       | Cor Kint             |           |     | Pays-Bas           |                                       | Copenhague                    | 1er novembre 1938  |
| 1 min 13 s 2                                                                                       | Iet Van Feggelen     |           |     | Pays-Bas           |                                       | Amsterdam                     | 10 novembre 1938   |
| 1 min 13 s 0                                                                                       | Iet Van Feggelen     |           |     | Pays-Bas           |                                       | La Haye                       | 12 novembre 1938   |
| 1 min 12 s 9                                                                                       | Iet Van Feggelen     |           |     | Pays-Bas           |                                       | Anvers                        | 26 novembre 1938   |
| 1 min 10 s 9                                                                                       | Cor Kint             |           |     | Pays-Bas           |                                       | Rotterdam                     | 22 septembre 1939  |
| Nouveau règlement                                                                                  |                      |           |     |                    |                                       |                               |                    |
| 1 min 12 s 9                                                                                       | Judith Grinham       |           |     | Royaume-Uni        |                                       | Melbourne                     | 5 décembre 1956    |
| 1 min 12 s 4 (y)                                                                                   | Margaret Edwards     |           |     | Royaume-Uni        |                                       | Cardiff                       | 19 avril 1958      |
| 1 min 12 s 3                                                                                       | Ria van Velsen       |           |     | Pays-Bas           |                                       | Nimègue                       | 20 juillet 1958    |
| 1 min 11 s 9 (y)                                                                                   | Judy Grinham         |           |     | Royaume-Uni        |                                       | Cardiff                       | 23 juillet 1958    |
| 1 min 11 s 7                                                                                       | Ria van Velsen       |           |     | Pays-Bas           |                                       | Waalwijk                      | 26 juillet 1959    |
| 1 min 11 s 0                                                                                       | Ria van Velsen       |           |     | Pays-Bas           |                                       | Leipzig                       | 12 juin 1960       |
| 1 min 10 s 9                                                                                       | Ria van Velsen       |           |     | Pays-Bas           |                                       | Maastricht                    | 10 juillet 1960    |
| 1 min 10 s 8                                                                                       | Judy Grinham         |           |     | Royaume-Uni        |                                       | Rome                          | 1er septembre 1960 |
| 1 min 10 s 6                                                                                       | Ria van Velsen       |           |     | Pays-Bas           |                                       | Zwolle                        | 19 août 1961       |
| 1 min 10 s 5                                                                                       | Ria van Velsen       |           |     | Pays-Bas           |                                       | Zwolle                        | 19 août 1961       |
| 1 min 10 s 3                                                                                       | Ria van Velsen       |           |     | Pays-Bas           |                                       | Rotterdam                     | 17 mars 1962       |
| 1 min 10 s 2                                                                                       | Ria van Velsen       |           |     | Pays-Bas           |                                       | Soest                         | 5 août 1962        |
| 1 min 10 s 1                                                                                       | Ria van Velsen       |           |     | Pays-Bas           |                                       | Rotterdam                     | 9 septembre 1962   |
| 1 min 09 s 8                                                                                       | Christine Caron      | 1948      | 15  | France             |                                       | Paris Georges Vallerey        | 23 juin 1963       |
| 1 min 09 s 6                                                                                       | Christine Caron      | 1948      | 15  | France             |                                       | Paris Georges Vallerey        | 14 juillet 1963    |
| 1 min 09 s 5                                                                                       | Christine Caron      | 1948      | 16  | France             |                                       | Paris Georges Vallerey        | 5 juin 1964        |
| 1 min 08 s 6                                                                                       | Christine Caron      | 1948      | 16  | France             | Critérium d'Ile-de-France             | Paris                         | 14 juin 1964       |
| 1 min 08 s 5                                                                                       | Christine Caron      | 1948      | 16  | France             |                                       | Tokyo                         | 13 octobre 1964    |
| 1 min 07 s 9                                                                                       | Christine Caron      | 1948      | 16  | France             |                                       | Tokyo                         | 14 octobre 1964    |
| 1 min 07 s 9                                                                                       | Andrea Gyarmati      |           |     | Hongrie            |                                       | Kecskemét                     | 3 avril 1970       |
| 1 min 07 s 8                                                                                       | Tinatin Lekveishvili |           |     | Union soviétique   |                                       | Barcelone                     | 6 septembre 1970   |
| 1 min 06 s 6                                                                                       | Andrea Gyarmati      |           |     | Hongrie            |                                       | Kecskemét                     | 11 avril 1971      |
| 1 min 06 s 5                                                                                       | Andrea Gyarmati      |           |     | Hongrie            |                                       | Kecskemét                     | 11 avril 1971      |
| 1 min 06 s 39                                                                                      | Andrea Gyarmati      |           |     | Hongrie            |                                       | Munich                        | 2 septembre 1972   |
| 1 min 06 s 26                                                                                      | Andrea Gyarmati      |           |     | Hongrie            |                                       | Munich                        | 2 septembre 1972   |
| 1 min 06 s 20                                                                                      | Enith Brigitha       | 1955      | 18  | Pays-Bas           |                                       | Dortmund                      | 15 avril 1973      |
| 1 min 06 s 12                                                                                      | Enith Brigitha       | 1955      | 18  | Pays-Bas           |                                       | Meppel                        | 14 juillet 1973    |
| 1 min 05 s 93                                                                                      | Andrea Gyarmati      |           |     | Hongrie            |                                       | Budapest                      | 21 juillet 1973    |
| 1 min 05 s 39                                                                                      | Ulrike Richter       | 1959      | 14  | Allemagne de l'Est |                                       | Utrecht                       | 18 août 1973       |
| 1 min 04 s 99                                                                                      | Ulrike Richter       | 1959      | 14  | Allemagne de l'Est | (r)                                   | Belgrade                      | 4 septembre 1973   |
| 1 min 04 s 43                                                                                      | Ulrike Richter       | 1959      | 15  | Allemagne de l'Est |                                       | Rostock                       | 8 juillet 1974     |
| 1 min 04 s 09                                                                                      | Ulrike Richter       | 1959      | 15  | Allemagne de l'Est | Championnats d'Europe                 | Vienne                        | 22 août 1974       |
| 1 min 03 s 30                                                                                      | Ulrike Richter       | 1959      | 15  | Allemagne de l'Est | Championnats d'Europe                 | Vienne                        | 23 août 1974       |
| 1 min 03 s 08                                                                                      | Ulrike Richter       | 1959      | 15  | Allemagne de l'Est | Championnats d'Europe                 | Vienne                        | 24 août 1974       |
| 1 min 02 s 98                                                                                      | Ulrike Richter       | 1959      | 15  | Allemagne de l'Est | Match USA/Allemagne de l'Est          | États-Unis d'Amérique Concord | 1er septembre 1974 |
| 1 min 02 s 60                                                                                      | Ulrike Richter       | 1959      | 17  | Allemagne de l'Est |                                       | Tallinn                       | 14 mars 1976       |
| 1 min 01 s 62                                                                                      | Kornelia Ender       | 1958      | 18  | Allemagne de l'Est | Championnats d'Allemagne de l'Est     | Berlin-Est                    | 3 juin 1976        |
| 1 min 01 s 51                                                                                      | Ulrike Richter       | 1959      | 17  | Allemagne de l'Est | Championnats d'Allemagne de l'Est (r) | Berlin-Est                    | 5 juin 1976        |
| 1 min 01 s 51                                                                                      | Rica Reinisch        | 1965      | 15  | Allemagne de l'Est | Jeux olympiques (r)                   | Moscou                        | 20 juillet 1980    |
| 1 min 01 s 50                                                                                      | Rica Reinisch        | 1965      | 15  | Allemagne de l'Est | Jeux olympiques (s)                   | Moscou                        | 22 juillet 1980    |
| 1 min 00 s 86                                                                                      | Rica Reinisch        | 1965      | 15  | Allemagne de l'Est | Jeux olympiques (f)                   | Moscou                        | 23 juillet 1980    |
| 1 min 00 s 59                                                                                      | Ina Kleber           | 1964      | 20  | Allemagne de l'Est | Jeux de l'Amitié (r)                  | Moscou                        | 24 août 1984       |
| Nouveau règlement : à partir du 3 mars 1991, le toucher du mur avec la main n'est plus obligatoire |                      |           |     |                    |                                       |                               |                    |
| 1 min 00 s 31                                                                                      | Krisztina Egerszegi  | 1974      | 17  | Hongrie            | Championnats d'Europe                 | Athènes                       | 22 août 1991       |
| 1 min 00 s 21                                                                                      | Diana Mocanu         | 1984      | 16  | Roumanie           | Jeux olympiques (f)                   | Sydney                        | 18 septembre 2000  |
| 59 s 87                                                                                            | Laure Manaudou       | 1986      | 21  | France             | Championnats du monde (f)             | Melbourne                     | 27 mars 2007       |
| 59 s 64                                                                                            | Anastasia Zueva      | 1990      | 18  | Russie             | Championnats de Russie                | Saint-Pétersbourg             | 19 février 2008    |
| 59 s 50                                                                                            | Laure Manaudou       | 1986      | 22  | France             | Championnats d'Europe (d)             | Eindhoven                     | 20 mars 2008       |
| 59 s 41                                                                                            | Anastasia Zueva      | 1990      | 18  | Russie             | Championnats d'Europe (f)             | Eindhoven                     | 21 mars 2008       |
| 59 s 38                                                                                            | Gemma Spofforth      | 1987      | 21  | Royaume-Uni        | Jeux olympiques (f)                   | Pékin                         | 12 août 2008       |
| 59 s 05                                                                                            | Gemma Spofforth      | 1987      | 21  | Royaume-Uni        | Jeux olympiques (rf)                  | Pékin                         | 17 août 2008       |
| 58 s 78                                                                                            | Gemma Spofforth      | 1987      | 22  | Royaume-Uni        | Championnats du monde (s)             | Rome                          | 27 juillet 2009    |
| 58 s 48 RM                                                                                         | Anastasia Zueva      | 1990      | 19  | Russie             | Championnats du monde (d)             | Rome                          | 27 juillet 2009    |
| 58 s 12 RM                                                                                         | Gemma Spofforth      | 1987      | 22  | Royaume-Uni        | Championnats du monde (f)             | Rome                          | 28 juillet 2009    |
| 58 s 08                                                                                            | Kathleen Dawson      | 1997      | 23  | Royaume-Uni        | Championnats d'Europe (f relais)      | Budapest                      | 23 mai 2021        |

## Bassin de 25 mètres
| Temps         | Athlète            | Naissance | Âge | Nationalité        | Compétition               | Lieu          | Date               |
| ------------- | ------------------ | --------- | --- | ------------------ | ------------------------- | ------------- | ------------------ |
| 1 min 00 s 43 | Kristin Otto       | 1966      |     | Allemagne de l'Est |                           |               |                    |
| 59 s 97       | Kristin Otto       | 1966      | 17  | Allemagne de l'Est | Meeting d'Indianapolis    | Indianapolis  | 8 janvier 1983     |
| 59 s 97       | Sandra Volker      | 1974      | 20  | Allemagne          |                           | Paris         | 27 mars 1994       |
| 59 s 75       | Sandra Volker      | 1974      | 21  | Allemagne          |                           | Sheffield     | 12 février 1995    |
| 59 s 51       | Sandra Volker      | 1974      | 21  | Allemagne          | Coupe du monde            | Gelsenkirchen | 19 février 1995    |
| 59 s 01       | Nina Zhivanevskaïa | 1977      | 20  | Russie             | Coupe du monde            | Pékin         | 9 janvier 1997     |
| 58 s 99       | Nina Zhivanevskaïa | 1977      | 20  | Russie             | Coupe du monde            | Gelsenkirchen | 2 février 1997     |
| 58 s 66       | Sandra Volker      | 1974      | 26  | Allemagne          | Championnats du monde     | Athènes       | 17 mars 2000       |
| 58 s 59       | Ilona Hlavackova   | 1977      | 24  | Tchéquie           | Championnats d'Europe (s) | Anvers        | 13 décembre 2001   |
| 57 s 75       | Ilona Hlavackova   | 1977      | 24  | Tchéquie           | Championnats d'Europe (f) | Anvers        | 14 décembre 2001   |
| 57 s 34       | Laure Manaudou     | 1986      | 21  | France             | Championnats d'Europe (f) | Debrecen      | 14 décembre 2007   |
| 57 s 15       | Kateryna Zubkova   | 1988      | 20  | Ukraine            | Championnats du monde (f) | Manchester    | 10 avril 2008      |
| 56 s 87       | Sonja Jovanovic    | 1986      | 22  | Croatie            | Championnats d'Europe (f) | Rijeka        | 12 décembre 2008   |
| 56 s 66       | Kseniya Moskvina   | 1989      | 20  | Russie             | Coupe du monde (f)        | Moscou        | 7 novembre 2009    |
| 56 s 36       | Kseniya Moskvina   | 1989      | 20  | Russie             | Championnats d'Europe (f) | Istanbul      | 11 décembre 2009   |
| 55 s 99       | Mie Nielsen        | 1996      | 17  | Danemark           | Championnats d'Europe (f) | Herning       | 13 décembre 2013   |
| 55 s 38       | Katinka Hosszú     | 1989      | 25  | Hongrie            | Coupe du monde (s)        | Doha          | 28 août 2014       |
| 55 s 38       | Katinka Hosszú     | 1989      | 25  | Hongrie            | Coupe du monde (s)        | Dubai         | 1er septembre 2014 |
| 55 s 34       | Katinka Hosszú     | 1989      | 25  | Hongrie            | Coupe du monde (f)        | Hong Kong     | 30 septembre 2014  |
| 55 s 03 RM    | Katinka Hosszú     | 1989      | 25  | Hongrie            | Championnats du monde (f) | Doha          | 4 décembre 2014    |